# Украинско слово
„Украинско слово“ е българско списание, излизало в 1919 година в София, България.
Списанието се печата в печатница „С. М. Стайков“ и в печатница „Право“.
Списанието е периодичен сборник, издаван от украински емигранти в България. Поставя си за задача за запознава българите с украинското освободително движение. Стои на антисъветски украински националистически позиции.
| Годишнина | Броеве | Дата                 |
| --------- | ------ | -------------------- |
| I         | 1 – 4  | ? – 15 октомври 1919 |